# 龍溪花園
龍溪花園位於大溪慈湖旁，佔地12公頃，是一處相當強調自然景觀休閒的觀光遊憩景點。
目前龍溪花園暫不對外營業，不過園區內部尚有員工整理環境。
2023年，電影《周處除三害》，以緊臨慈湖、四周群山環繞的龍溪花園，作為片中新心靈社的搭景拍攝地點。

## 外部連結
- 【CF】龍溪花園

| 宜蘭縣 | 上新花園* – 冬山河親水公園* – 國立傳統藝術中心* |
| 基隆市 | （無） |
| 臺北市 | 水悟空水上樂園* – 自來水園區 – 中影文化城* – 臺北市立兒童新樂園 – 明德樂園 – 北投兒童樂園? |
| 新北市 | 八仙海岸（原八仙樂園） – 雲仙樂園 – 野柳海洋世界 – 大板根森林溫泉渡假村 – 達樂花園 – 大同水上樂園 – 幸福樂園 – 碧潭樂園 – 青潭樂園（青潭立體動態游泳池）? – 花園新城 – 珍珠嶺海角樂園 – 湖山原野樂園 – 南天母森林遊樂園 |
| 桃園市 | 小人國主題樂園 – 亞洲樂園 – 臥龍崗育樂園? – 尋夢谷森林樂園 – 龍溪花園 – 龍珠灣渡假中心（原龍珠灣樂園） – 馬奇園歡樂世界 – 青春嶺森林樂園 – 仙島樂園                                                                     |
| 新竹縣 | 萬瑞森林樂園 – 六福村主題遊樂園 – 小叮噹科學主題樂園 – 神秘國度森林渡假村（原成豐夢幻世界、大聖遊樂世界） – ㄅㄆㄇ猴園* – 金鳥海族樂園 – 童話世界 – 綠世界生態農場                                                      |
| 新竹市 | 古奇峰育樂園 |

| 苗栗縣 | 尚順育樂世界 – 香格里拉樂園* – 火炎山溫泉遊樂區（原中國城遊樂世界） – 西湖渡假村*                                                                                                  |
| 臺中市 | 麗寶樂園（原 月眉育樂世界） – 海灣樂世界（原 東山樂園） – 亞哥花園（現 速邑國際賽車場） – 卡多里遊樂園 – 威尼斯水上樂園 – 新高水上樂園 – 台灣電影文化城* – 雙翠樂園 – 龍谷天然樂園 |
| 彰化縣 | 台灣民俗村 – 八卦山遊樂花園 – 新百果山遊樂園（現為 百果山探索樂園） |
| 南投縣 | 九族文化村 – 泰雅渡假村 – 雙冬花園 – 嘟嘟樂園 |
| 雲林縣 | 劍湖山世界 – 天元莊育樂中心 |

| 嘉義市 | （無） |
| 嘉義縣 | 松田崗蒙古渡假村 – 童年渡假村 – 中華民俗村（原阿里山遊樂世界）                                                                                                   |
| 臺南市 | 南元休閒農場 – 走馬瀨農場 – 悟智樂園 – 元寶樂園 – 白河台灣電影文化城 – 九層嶺花園遊樂區                                                                          |
| 高雄市 | 義大遊樂世界 – 鈴鹿賽道樂園 – 三桃山遊樂園 – 布魯樂谷 – 傑笙遊樂園 – 大世界國際村（原阿公店湖濱樂園） – 一三樂園 – ㄅㄧㄅㄧ樂園 – 維多利亞王國* – 建台魔幻嘉年華 |
| 屏東縣 | 墾丁水世界樂園 – 8大森林樂園 – 國堡渡假樂園 – 大路觀主題樂園 – 國立海洋生物博物館 – 國堡渡假樂園 – 星際碼頭                                                      |

| 花蓮縣 | 遠雄海洋公園 – 光隆育樂世界 – 東方夏威夷 |
| 臺東縣 | （無）                                   |